# Dyselachista
Dyselachista is een geslacht van vlinders van de familie Heliozelidae.

## Soorten
- D. herrichiella (Herrich-Schäffer, 1855)
- D. myosotivora (Müller-Rutz, 1937)
- D. saltatricella (Fischer von Röslerstamm, 1841)